# Rezső Kasztner
Rezső Kasztner, Rudolf Kasztner, Israel Kastner (ur. 1906 w Koloszwarze, zm. 15 marca 1957 w Tel Awiwie) – żydowski dziennikarz i prawnik, działacz syjonistyczny. Organizator tzw. pociągu Kastnera w 1944 roku.

## Życiorys
Wychowywał się w Transylwani, do 1940 roku będącej częścią Rumunii. Ukończył studia prawnicze, pracował jednak jako dziennikarz. W latach 1925–1940 był pracownikiem syjonistycznego czasopisma „Új Kelet”. Zaangażował się w działalność ruchów syjonizmu pracy, został członkiem i sekretarzem rumuńskiej Żydowskiej Partii Narodowej, był działaczem syjonistycznej organizacji młodzieżowej Aviva-Barissia. Wziął ślub z Elizabeth Fischer, córką Józsefa Fischera, żydowskiego polityka i deputowanego do Izby Deputowanych.
Po wybuchu II wojny światowej zorganizował w Koloszwarze centrum pomocy dla żydowskich uchodźców z Niemiec, Polski i Austrii. Po zamknięciu gazety „Új Kelet”, w 1942 roku przeprowadził się do Budapesztu, gdzie rok później był jednym z założycieli Komitetu Pomocy i Ratunku, zajmującego się ratowaniem europejskich Żydów, którzy próbowali dostać się na teren Królestwa Węgier. Został również wiceprzewodniczącym węgierskiej organizacji syjonistycznej. Po przejęciu władzy na Węgrzech przez nazistów organizacja prowadziła negocjacje z Schutzstaffel, wymieniając Żydów na sprzęt i pojazdy. W kwietniu 1944 roku przetransportował na Węgry kopie tzw. Auschwitz Protocols. Utrzymywał kontakt ze zrzuconymi na Węgrzech spadochroniarzami, Joelem Palgim i Perecem Goldsteinem. Miał także brać udział w próbach uratowania Hanny Szenes.
Od kwietnia 1944 roku wraz z Joelem Brandem prowadził negocjacje z Adolfem Eichmannem i Dieterem Wislicenym, chcąc zatrzymać deportacje Żydów. Po wyjeździe Branda do Turcji, Kasztner prowadził negocjacje sam, nawet po tym, gdy deportacje się rozpoczęły. W czerwcu przekonał Eichmanna, aby uwolnić 1700 Żydów z transportu do Auschwitz-Birkenau. Wraz z Ottem Komolym był członkiem komitetu wybierającego Żydów, którzy mieli zostać uratowani. Na liście znaleźli się m.in. działacze syjonistyczni, rabini (m.in. Joel Teitelbaum) oraz członkowie rodziny i przyjaciele Kasztnera. Tzw. pociąg Kastnera wyjechał z Budapesztu 30 czerwca 1944 roku, którym podróżowało 1686 Żydów. Według niektórych źródeł, za każdego pasażera pociągu komitet zapłacił 1000 dolarów w gotówce, biżuterii, złocie i akcjach. Pociąg miał trafić do Szwajcarii, został jednak skierowany do Bergen-Belsen. Część Żydów zwolniono z obozu w sierpniu 1944 roku i wysłano do Szwajcarii, reszta więźniów została uwolniona w grudniu tego samego roku i również została przetransportowana do Szwajcarii. Sam Kasztner udał się do Szwajcarii w listopadzie 1944 roku.
W czerwcu 1944 roku we współpracy z Eichmannem, pomógł w skierowaniu 20 tysięcy Żydów do pracy przymusowej w Austrii za około 5 milionów franków. Współpracując z Kurtem Becherem wspierał Żydów przebywających w niemieckich obozach koncentracyjnych.
Podczas procesów norymberskich wstawił się za Kurtem Becherem i innymi nazistami, z którymi prowadził negocjacje. W 1947 roku wyjechał do Palestyny, gdzie zaangażował się w działalność ruchu syjonizmu socjalistycznego i został członkiem partii Mapai. Od 1952 roku był rzecznikiem Ministerstwa Przemysłu. W 1953 roku Malkiel Gruenwald opublikował ulotkę, w której oskarżał Kasztnera o kolaborację z nazistami, za co został pozwany przez Kasztnera. Podczas procesu sędzia uznał, że Kasztner poświęcił wielu węgierskich Żydów na rzecz uratowania tylko niektórych. W styczniu 1958 roku Sąd Najwyższy unieważnił wyrok.
4 marca 1957 roku został postrzelony przed swoim domem w zamachu przeprowadzonym przez trzech członków organizacji Lechi. Zmarł w wyniku odniesionych obrażeń 15 marca. Został pochowany na cmentarzu w dzielnicy Nachalat Jicchak.
Jego wnuczką jest Meraw Micha’eli.